# Гусятинське відслонення силуру
Гусятинське відслонення силуру — геологічна пам'ятка природи місцевого значення в Україні.
Розташована на території Чортківського району Тернопільської області, в селищі Гусятині, вул. Суходільська. Стінка в старому кар'єрі, відслонення силурських порід.
Площа — 0,5 га. Статус отриманий у 1996 році.